# The L Word
The L Word (titulada L. en España) es una serie de televisión estadounidense que retrata la vida, las aventuras y desventuras de un grupo de mujeres lesbianas, sus amigas, familias y amantes, en Los Ángeles - Ciudad de West Hollywood, California. La serie se desarrolló de 2004 a 2009.
Una secuela de la serie, The L Word: Generation Q, se estrenó en diciembre de 2019.

## Título
El título de la serie coloca la letra "L" en vez de la palabra "Lesbian" porque en países anglosajones se suele hacer referencia a las palabras que son de alguna manera incómodas (palabrotas, tabús, etc.) por su primera letra, evitando decirlas.

## Lanzamiento
La serie se emitió originalmente en el canal estadounidense Showtime.
En España se ha dado a conocer con el título de L y fue emitido en Canal + y en Divinity.
En Latinoamérica lo retransmiten dos canales, en WB (Warner Channel) se conoce la serie por su título original, y en el canal Fox se emite como Lesbianas.
En Reino Unido se puede ver a través Living TV, Pro7 en Alemania, Showcase Television en Canadá, Catchon en Corea del Sur y Yes+ en Israel.

## Producción
La creadora y productora ejecutiva de la serie, Ilene Chaiken, está detrás de producciones como El príncipe de Bel-Air, con Will Smith, o Barb Wire, con Pamela Anderson. También son productores ejecutivos Steve Golin (Being John Malkovich, Eternal Sunshine of the Spotless Mind) y Larry Kennar (Barbershop).
Además de Chaiken otras guionistas de la serie son Guinevere Turner (Go Fish, American Psycho) y Rose Troche (Go Fish, A dos metros bajo tierra).
The L Word está rodada en Vancouver (Columbia Británica, Canadá), en los Coast Mountain Films Studios, anteriormente Dufferin Gate Studios Vancouver y originalmente propiedad de Dufferin Gate Productions, compañía hermana de Temple Street Productions, productora canadiense de la versión estadounidense de Queer as Folk.
El episodio piloto fue emitido el 18 de enero de 2004, y el último episodio el 8 de marzo de 2009 (en los Estados Unidos).

## Personajes
Principales
- Bette Porter (Jennifer Beals) Decana de la Universidad de California, experta en arte, novia de Tina Kennard, ex de Alice Pieszecki y Jody Lerner.
- Katherine 'Kit' Porter (Pam Grier) Mujer heterosexual hermana de Bette, ex de Angus.
- Tina Kennard (Laurel Holloman) Productora. Novia de Bette con quien tiene una hija llamada Angelica, ex de Helena.
- Alice Pieszecki (Leisha Hailey) Periodista bisexual, se caracteriza por su vis cómica, tiene un programa de radio y es creadora de la web The Chart, ex de Dana, novia de Tasha.
- Dana Fairbanks (Erin Daniels) Tenista, sus padres son militantes del partido republicano y no aceptan la homosexualidad de su hija.
- Shane Mccutcheon (Katherine Moennig) Estilista, no es partidaria del amor, promiscua, ex de Carmen, Cherie, Jenny, etc.
- Jenny Schecter (Mia Kirshner) Una joven que llevaba una vida heterosexual pero que al conocer a Marina se da cuenta de que le atraen las mujeres. Es escritora y se hace famosa por su libro "Some of her parts".
- Helena Peabody (Rachel Shelley) Mujer multimillonaria que se hizo amiga de las demás tras tener un romance con Tina Kennard.
- Carmen de la Pica Morales (Sarah Shahi) Dj, se dio a conocer por su rollo con Shane. Padres latinoamericanos.
- Max Sweeney (Daniel Sea) Hombre transexual, asignado mujer en el momento de nacer, comienza la terapia hormonal con testosterona para luego operarse por completo y poder terminar con la disforia de género y sentirse completamente feliz con su cuerpo.
- Phyllis Kroll (Cybill Shepherd) Vicerrectora de la Universidad de California, tiene esposo y dos hijas adolescentes.
- Jodi Lerner (Marlee Matlin) Profesora de Artes en la Universidad de California, es sorda, ex de Bette.
- Tasha Williams (Rose Rollins) Capitán de la Guardia Nacional de EE. UU., novia de Alice.

Otros personajes presentes en la serie
- Joyce Wischnia (Jane Lynch) Es una abogada que defiende todo tipo de jurisdicción de hombres y mujeres homosexuales, bisexuales y transexuales.
- Cherie Jaffe (Rosanna Arquette) Bisexual, casada con un hombre y tiene una hija gay.
- Lara Perkins (Lauren Lee Smith) Chef comenzando en su carrera. Exnovia de Dana
- Angus Partridge (Dallas Roberts) Hombre heterosexual, músico y niñero de Angelica.
- Gabby Deveaux (Guinevere Turner) Es recepcionista en una clínica.
- Angelica Kennard Porter (Olivia Windbiel) Hija de Tina Kennard y Bette Porter.
- Peggy Peabody (Holland Taylor) Madre de Helena Peabody.

Otros personajes - Primera temporada
- Tim Haspel (Eric Mabius) Exnovio de Jenny.
- Marina Ferrer (Karina Lombard) Exdueña del bar The planet.
- Robin (Anne Ramsay) Trapecista que sale con Jenny por espacio de 5 episodios. La relación termina porque Jenny no quería consolidarla.
- Francesca (Lolita Davidowicz) Vestuarista y elegante mujer, pareja de Marina Ferrer.
- Lenore Pieszecki (Anne Archer) Madre de Alice.

Otros personajes - Segunda temporada
- Mark Wayland (Eric Lively) Director de pornografía, inquilino de Shane y Jenny.
- Howie Fairbanks (Andrew Francis) Hermano de Dana.
- Ivan Aycock (Kelly Lynch) Es un transexual masculino.

Otros personajes - Tercera temporada
- Billie Blaikie (Alan Cumming) Hombre travesti encargado del The Planet.
- Dylan Moreland (Alexandra Hedison) Documentalista de cine.
- Winnie Mann (Melissa Leo) Es la expareja y madre de los hijos de Helena Peabody, Wilson Mann Peabody y Jun Ying Mann Peabody.
- Gabriel McCutcheon (Eric Roberts) Padre de Shane.
- Catherine Rothberg
- Shay McCutcheon (Aidan Jarrar) Hermanastro de Shane.

Otros personajes - Cuarta temporada
- Paige Sobel (Kristanna Loken) Bisexual, tuvo una historia con Shane, quería formar una familia con su hijo Jared, conjuntamente con Shane y su hermano menor Shay.
- Grace (Simone Bailly) Es una mujer a la que le gustan los hombres y transexuales masculinos, es amante de Max después de que este termine el romance con Brooke.
- Eva "Papi" Torres (Janina Gavankar) Es dueña de un restaurante hispano, es deseada por muchas, ya que sabe cómo "tratar" a las mujeres en la cama.
- Nadia (Jessica Capshaw) Estudiante que tiene que un affaire con Bette.

Otros personajes - Quinta temporada
- Adele Channing (Malaya Rivera Drew) No se sabe su orientación sexual, es una joven antimoda, es un gran fan de Jenny.
- Dawn Denbo (Elizabeth Keener) Promotora y dueña del SheBar, tiene una relación abierta con Cyndi.
- Molly Kroll (Clementine Ford) Hija de Phyllis Kroll, creía que era heterosexual hasta que conoció a Shane y se enamoró de ella.

## Episodios
| Temporada | Temporada | Episodios | Episodios | Emisión original    | Emisión original    |
| Temporada | Temporada | Episodios | Episodios | Primera emisión     | Última emisión      |
| --------- | --------- | --------- | --------- | ------------------- | ------------------- |
|           | 1         | 13        | 13        | 18 de enero de 2004 | 11 de abril de 2004 |
|           | 2         | 13        | 13        | 20 de mayo de 2005  | 15 de mayo de 2005  |
|           | 3         | 12        | 12        | 26 de marzo de 2006 | 1 de agosto de 2006 |
|           | 4         | 12        | 12        | 7 de enero de 2007  | 25 de marzo de 2007 |
|           | 5         | 12        | 12        | 6 de enero de 2008  | 23 de marzo de 2008 |
|           | 6         | 8         | 8         | 8 de enero de 2009  | 8 de marzo de 2009  |

El título de cada episodio empieza con la letra L, dando muchas interpretaciones a esa consonante y a la relación de todas las palabras que empiezan por L en inglés.

### Temporada 1 (2004)
La primera temporada se estrenó en Estados Unidos el 18 de enero de 2004, con 13 episodios. Se presentaron diferentes relaciones entrelazadas. Primero, se introduce la pareja de Bette Porter y Tina Kennard, las cuales llevan una relación de siete años y pretenden tener un bebé. Tina finalmente se queda embarazada por inseminación artificial, pero tuvo un aborto en el episodio 1x09 Luck, next time. Al final de la temporada, Bette Porter tuvo una aventura con Candance Jewel, una carpintera que trabajaba para ella, por lo que Bette y Tina terminaron su relación. Shane se enrolla con una mujer, quien junto con su esposo, deciden invertir en una peluquería donde Shane será la estilista estrella. Sin embargo, la obsesión de la hija de la pareja por Shane desencadena una serie de mentiras que terminan por dejar a Shane destrozada y reafirmando su idea de que enamorarse no tiene sentido.
Durante el primer episodio, se ve además un triángulo amoroso entre los vecinos de Bette y Tina; Tim Haspel, Jennifer Shecter y Marina Ferrer. Tim y Jennifer mantenían una relación estable, hasta que Jennifer conoció a Marina. Engaños y mentiras desencadenaron la ruptura entre la pareja heterosexual, declarándose Jennifer lesbiana. Marina es del grupo de amigas de Bette y Tina, dueña de la cafetería donde se suelen reunir todas. Shane es una de ellas, una peluquera con un gran éxito con las mujeres; Alice Pieszecki es una periodista bisexual, que busca amor desesperadamente; Dana Fairbanks es una famosa tenista que no quiere dar a la luz su sexualidad por miedo a que esto perjudique su carrera; y Kit Porter es la mediahermana de Bette, la única heterosexual del grupo con un pasado de drogas y alcoholismo, además de cantante de mediano éxito.
La relación entre Marina y Jenny termina cuando la pareja de Marina, Francesca, aparece en escena, ya que, aparentemente, esta última no pretendía cortar su relación de muchos años.
Dana empieza una relación con una chef, Lara Perkins, sin embargo todo termina muy rápidamente debido a la inseguridad de Dana por revelar su orientación sexual, la cual irónicamente termina aceptando libremente cuando es contratada para ser la imagen de la compañía Subaru y su lema "Come out and stay out", haciendo obvia alusión a su lesbianismo.

### Temporada 2 (2005)
La segunda temporada, se estrenó el 20 de febrero de 2005. Empieza con el descubrimiento del secreto de Tina, estaba embarazada tras una segunda inseminación. Tina conoce a Helena Peabody y a partir de ahí el mundo de Bette se viene abajo: problemas con el alcohol, problemas laborales y la muerte de su padre. Finalmente Tina y Bette se reconcilian en el último episodio. Mientras, la cafetería de Marina pasa a ser de la hermana Kit Porter, que quiere convertirla en un bar.
Aparecen tres nuevos personajes, uno de ellos Carmen de la Pica Morales, que provoca un triángulo amoroso entre ella, Shane y Jenny. Finalmente, decide quedarse con Shane; Helena Peabody, heredera de la fortuna Peabody, empieza una relación con Tina; y Mark Wayland, nuevo compañero de piso de Shane y Jenny.
Alice y Dana empezaron una relación. De mejores amigas a pareja, decidieron en un principio llevarlo en secreto, hasta que en una fiesta en el Planet se descubrió.
Mark deja de vivir con Shane y Jenny puesto que ellas descubrieron que les había puesto cámaras por toda la casa, para que de este modo pudiera hacer un documental lésbico.
En el último capítulo nace la niña de Tina y Bette, el nacimiento de esta niña las une hasta el punto de reconciliarse.

### Temporada 3 (2006)
La tercera temporada se estrenó el 8 de enero de 2006. En el primer capítulo se ve a Alice hablando por la radio sobre su ruptura con Dana. Ésta había empezado de nuevo una relación con Lara Perkins. Alice está destrozada. Angélica, la hija de Tina y Bette, ya tenía 6 meses. Poco a poco la relación entre las madres empieza a decaer, hasta que finalmente Tina empieza una relación con un hombre. Durante los últimos capítulos se da una pequeña guerra entre ellas luchando por la custodia.
Aparecen nuevos personajes como Moira Sweeney, pareja de Jenny durante la mayor parte de la temporada, es un personaje que sufre un cambio de sexo paulatinamente finalmente se convierte en Max y Jenny termina dejándole; Angus es el canguro de Angélica, el cual empieza una relación con Kit Porter.
Carmen desvela su homosexualidad a su familia, que no lo acepta. Finalmente, Shane le pide matrimonio y ella acepta. Shane se encuentra con su padre, quien tenía una nueva familia. La boda es en Canadá pero en el último momento Shane se echa atrás al ver a su padre engañando a su esposa con una prostituta.
A mitad de la temporada, se descubre que Dana tiene cáncer de mama. A pesar del mal trato por parte de Dana a Lara, esta no la abandona hasta que los médicos le informan que el cáncer se ha generalizado, tras una fuerte discusión Lara se va a París. Y Alice se queda cuidando a Dana en sus peores momentos, hasta que finalmente muere sola en el hospital.
Helena intenta hacer lo posible para unirse al grupo de amigas,  a pesar del odio de Bette hacia ella, y lo consigue. Tina empieza a trabajar con Helena en un proyecto cinematográfico como productoras. Tuvieron problemas legales con el primer proyecto que tuvieron, lo que finalmente supuso el despido de Helena. Lara es un gran apoyo para Alice tras la muerte de Dana.

### Temporada 4 (2007)
Bette consigue un nuevo trabajo de decana en una formidable Universidad, allí conoce a su asistenta Nadia que intenta tener algo con ella hasta que se enrollan. También comparte en diversas oportunidades con su jefa Phyllis vicerrectora de la universidad. Ésta le desvela a Bette que ha estado casada la mayor parte de su vida con un hombre, tiene dos hijas y sin embargo no ha tenido la valentía como Bette para salir del armario y decir que es lesbiana. En la universidad también conoce a Jodi, una profesora de arte que es sorda, con quien mantiene una relación durante toda la temporada.
Alice se encuentra en la búsqueda de una persona llamada Papi, un lesbiana que aparece en el portal de Alice con más de mil encuentros sexuales con otras chicas. Alice, al encontrar a Papi, se acuesta con ella en su limousin, y tras el encuentro Alice ve cómo Papi coquetea con Helena. A través de Papi, el resto de las chicas conoce a Tasha, una militar que no puede admitir ni demostrar su orientación sexual, ya que la pueden expulsar del ejército. Entre Tasha y Alice surge una nueva relación; Helena comienza a trabajar para Shane de asistenta en el WAX ya que se ha visto obligada a reducir gastos personales porque su madre la dejó sin fondos.
Jenny es entrevistada por Stacey Merkin sobre su libro “Some of her Parts” en la revista Curve. En la entrevista, Stacey Merkin es una persona amigable y le da confianza a Jenny para hablar todo sobre su vida pasada superponiendo que las dos tienen cosas en común, escritoras, lesbianas y judías. Merkin, cuando publica su artículo, explica que Jenny es una escritora indisciplinada ya que excusa su comportamiento adulto con el abuso sexual que sufrió de niña y eso es insultante. Debido a esto Jenny trata de romper la relación de Merkin con su pareja, que también fue abusada sexualmente de niña; en la promoción del libro de Jenny se ve a Marina en el The Planet.
Karla le deja a Shane el cuidado de su hermanastro Shay. Al principio Shane no acepta. Shane le busca una escuela a su hermano para que obtenga una educación y allí conoce a Paige, madre de un niño que estudia con Shay. Entre las dos surge una relación, sin embargo el hijo de Paige no acepta que su madre sea gay.
Max visita a un grupo de transexuales masculinos para hablar de la transición y hormonización de testosterona. Conoce a Brooke, hija del presidente de la empresa donde trabaja, y tras varias citas, Max le notifica que nació mujer pero siempre se ha sentido hombre y próximamente se hará la última operación para soñar lo que siempre ha deseado. Brooke le dice que es un monstruo y se va. Luego Max reconoce ante el presidente de la empresa que es transexual, los compañeros de trabajo se enteran y tienen una actitud negativa hacia su persona, renuncia a la empresa. La madre de Max va fallece y él va a su funeral aunque su hermana le pide que no vaya.
Tina y Henry siguen en su relación heterosexual por la cual Tina y Bette llegan a un acuerdo para dividirse ciertos horarios para compartir a su hija Angelica; Tina y Henry observan a Hazel su nueva niñera y a Angus besándose y esta situación pone en rompimiento la relación de Kit y Angus, cayendo nuevamente Kit en el alcoholismo.

### Temporada 5  (2008)
Helena se encuentra en un cárcel por haber robado una gran suma de dinero de Catherine por la cual ella estaba autorizada en adquirirlo. En la cárcel conoce a Dusty, esta mujer fue encarcelada por fraude de impuesto y se caracteriza por ser una lesbiana musculosa y activa. Después de intercambiar algunas palabras mantienen relaciones sexuales y Helena se enamora de ella. Esta relación termina cuando la madre de Helena paga la fianza de Helena para salir de la cárcel. Con el dinero que tomó Helena de Catherine pretende liberar a Dusty.
Alice concreta su web para mujeres gais con diversas secciones, postcards, el chart, y su programa quincenal web para mujeres homosexuales, bisexuales, y heterosexuales con inclinaciones lésbicas. Debido a que Tasha es acusada de conducta homosexual en la guardia nacional, inicia la defensa y el juicio sobre sus acusaciones de conducta homosexual fuera de sus jornadas. Alice es presentada en diversos medios informativos a nivel nacional con su sexualidad abiertamente gay. Tasha, que debe ocultar su orientación, decide dejar la relación ya que divergen sus personalidades. Sin embargo, en el juicio Tasha afirma que es lesbiana y ama a Alice por ello es expulsada del ejército y regresa con Alice.
Phyllis mantiene una relación con Joyce, pero con el tiempo Phillys decide que quiere conocer más mujeres y experimentar sexualmente, así que decide romper su relación con Joyce. La hija de Phyllis, Molly, se fija en Shane pero a su madre no le gusta nada la idea, ya que Shane no tiene estudios.
La relación de Shane y Paige termina cuando Paige encuentra a Shane manteniendo relaciones sexuales con la promotora del apartamento para la cual se iban a mudar y, por venganza, incendia la tienda The WAX. Shane sigue haciendo de las suyas con cualquier chica, incluyendo con Dawn. Denbo y Cindy Tucker, una pareja liberal se hacen dueñas de un local para lesbianas llamado SheBar ubicado en el barrio West Hollywood, por lo que el bar de Kit Porter se ve afectado.
Tina comienza de nuevo a sentir atracción hacia las mujeres y sale con Denisse, agente de hipotecas; con Brenda, una cardiocirujana que conoce por Internet; y con su asistenta de fotografía. Tina conjuntamente con Jenny comienza el rodaje de la película sobre el libro que ha escrito Jenny, “Lez Girls”. Tina no soporta trabajar con Jenny y no cree que esté capacitada para dirigir una película, pero Jenny, quien puede ser muy dulce, entabla una estrecha amistad con un rico productor quien solo acepta llevar a cabo la película si Jenny está al mando.
Mientras tanto, Jenny cambia el look de su asistente, quien parece una mosquita muerta, pero quien en realidad quiere ser como Jenny. Incluso se viste y corta el pelo como ella y empieza a conspirar para que Jenny y su nueva amante Nikki se separen.
Bette mantiene su relación amorosa con Jodi, pero además comienza terapia de pareja junto a Tina en secreto, ya que están sintiendo necesidad de volver a su relación. Jodi se aleja de Bette cuando se da cuenta de que le es infiel con Tina.
Kit rompe su relación con Angus, el traductor de Jodi comienza a tener sentimientos hacia Max.
Aparece Niki Stevens, actriz de la película de Jenny. Al principio Jenny no desea que ésta trabaje en su película, sin embargo Adelle hace todo lo posible para que Nikki le agrade a Jenny. Niki es una joven que se siente identificada con el libro de Jenny: su primera mujer la enamoro y después le rompió el corazón, Begoña Morales es otra actriz que trabaja en la película de Jenny.
Adelle chantajea al equipo de producción del rodaje de la película de Jenny con publicar un vídeo que muestra imágenes de Niki y Jenny manteniendo relaciones sexuales. Adelle se queda como directora y despide a Tina del rodaje y hace que Niki y Jenny se separen.
Helena compra las acciones del Shebar y cuando ésta se entera de que Dawn había comprado el 51% de la acción que le correspondía a Iván del The Planet, y Helena y Cindy comienzan una relación terminando con Dawn de mala manera.

### Temporada 6 (2009)
Shane y Bette hablan sobre la vida amorosa que existe entre Shane y Molly Kroll. Cuando Shane especula que podría estar enamorada de Molly, Bette se queda completamente desconcertada, afirmando que no le había escuchado ninguna frase así desde que estuvo en la relación con Carmen.
Luego Shane comienza a salir con Jenny, quien la anima a limpiar su armario como símbolo del arranque de su nueva relación. Shane de mala gana dice estar de acuerdo, dándole a Jenny el permiso para deshacerse de varias de sus camisetas. De cualquier manera, cuando Jenny intenta arrojar a la basura unas camisetas que a Shane le recordaban de su época con Carmen, entonces Shane le dice a Jenny "No voy a desechar a Carmen". Más tarde Shane descubre que Jenny le ocultó una carta escrita por Molly y que robó los negativos de la película "Lez Girls".
Bette comienza a trabajar con una antigua amiga de la universidad llamada Kelly, de la cual estuvo enamorada por aquel entonces. Ambas deciden abrir una nueva galería de arte.
El día de la inauguración de la galería, Tina debe salir de la ciudad por cuestiones de trabajo. Tras la celebración, Kelly aparece en casa de Bette con la excusa de celebrar el éxito, e intenta sobrepasarse y besar a Bette, quien la detiene.
Jenny se asoma a la ventana y ve el supuesto reflejo de Bette con su amiga, así pues graba un vídeo en el que parece que se lían, y más tarde presiona a Bette para descubrir su supuesto engaño. Kit ve el video que grabó Jenny y se lo dice a Bette, quien le afirma que no pasó absolutamente nada. Tina no llega a saber nada del tema de Kelly, o eso da a entender el último episodio.
Max se queda embarazado y es abandonado por el padre del niño, el antiguo traductor de Jodi.
Por otro lado, Carmen hace un cameo para Bette y Tina en el vídeo de despedida para decir adiós, vídeo editado por Jenny. Cuando este comienza a reproducirse Shane lo mira con la boca abierta y los ojos bien abiertos diciendo "No puedo creer que hiciera eso", sorprendida de que Carmen tomara parte en el vídeo y de que Jenny pudiera convencerla de hacerlo. El vídeo hace un resumen de algunas de las personas que pasaron por la vida del grupo.
Helena descubre que Dylan sabía lo del "test" que le iban a hacer con Nikki, de modo que terminan su relación. Kit conoce a un hombre travesti y terminan juntos. En el principio de esta nueva temporada se descubre algo muy importante a nivel global y, a partir de ahí, la temporada entera transcurre 3 meses antes del hecho sucedido, para explicar el porqué. Al final, no se resuelve ninguna duda respecto al "hecho importante", por lo que los fanes pidieron una 7.ª temporada para terminar con todas las incógnitas.

### Generation Q
El 11 de julio de 2017 se anunció que una secuela de la serie la estaba en negociaciones con el canal Showtime. Marja-Lewis Ryan fue escogida como productora ejecutiva y directora. El 31 de enero de 2019, Entertainment Weekly reportó que Showtime decidió producir la serie y que su estreno ocurriría durante ese año, y que en la serie Jennifer Beals, Katherine Moennig y Leisha Hailey volverían a actuar en sus papeles originales. La nueva serie, que recibió el nombre de The L Word: Generation Q, ocurre diez años después de los eventos de la 6a. temporada, y sigue a algunos de los personajes principales junto con un conjunto de personajes nuevos. La serie se estrenó en el otoño estadounidense del año 2019.

## Elchart("El gráfico")
En The L word se hacen constantes referencias al chart, que es un esquema donde se enlazan unas personas con otras con quienes hayan mantenido relaciones sexuales. Realmente, se trata de una red social en Internet, creada por Alice, que progresivamente va ganando adeptos, hasta el punto de suponer finanzas para la misma en la quinta temporada.
En sus orígenes, la historia giraba alrededor de Kit Porter, el personaje que interpreta Pam Grier, que inicialmente era una gay con su propio chart tatuado en la espalda. Pero el personaje de Kit fue finalmente escrito como heterosexual, y el chart pasó al personaje de Alice, interpretado por Leisha Hailey. De acuerdo con el arco argumental, Alice comenzó el esquema en una servilleta. Más tarde pasó a una pizarra, que ocupa una pared del apartamento de Alice, y luego a un website.
El chart sirve de excusa para presentar varias de las tramas y resulta imprescindible en alguna de estas.
Algunos suponen que el concepto del chart fue la inspiración para la obra del artista Jeremy Deller titulada "The History of the world 1997-2004"

## Producciones relacionadas

### The Farm
Showtime confirmó una continuación de The L Word, cuando acabó la serie, con uno de los personajes. Leisha Hailey, quien interpreta a Alice Pieszecki, fue la escogida para continuar la historia de su personaje. Ilene Chaiken escribió y produjo el piloto de la serie, que finalmente no pasó el corte de la cadena de televisión.
El episodio piloto, con una duración de unos 20 minutos, fue rodado en diciembre de 2008 y, además de Leisha Hailey (Alice Pieszecki), participaron otras siete actrices de entre 20 y 45 años, todas encerradas en una cárcel de mujeres.
La directora de este correccional está interpretado por la actriz Rachel Shelley, quien interpretó a Helena Peabody en “The L Word“. Unas de las compañeras de Alice en prisión era una latina, la líder de una banda, con un largo historial de crímenes.

### The real L word
The real L word es un reality show producido por Chaiken que se emitió en Showtime desde el 20 de junio de 2010 hasta el 6 de septiembre de 2012. La serie, en un principio ambientada en Los Ángeles y más tarde en Brooklyn, sigue a un grupo real de lesbianas.

### L Word Mississippi: Hate the Sin
L Word Mississippi: Hate the Sin es un documental dirigido por Lauren Lazin y producido por Chaiken y se estrenó el 8 de agosto de 2014 en Showtime. El documental, que sigue a un grupo de mujeres de la comunidad LGBT en Misisipi, ganó el GLAAD Media Awards al Mejor Documental el 2015.

## The L word, Showtime y la comunidad homosexual
El 9 de octubre de 2008, el New York's LGBT Center (Centro LGBT de Nueva York) en su celebración del 11.º evento anual de la Mujer y el 25.º aniversario de la organización el sábado, 1 de noviembre tuvo el honor de anfitriona a Ilene Chaiken, creadora y productora ejecutiva de The L Word; La noche sirvió para homenajear a The L Word, en su sexta y última temporada y recaudar fondos para sostener una serie de programas, servicios y actividades que sirven a la mujer en todo Nueva York y sus alrededores, incluida la salud mental, servicios sociales, la juventud de programación, programas culturales, de sensibilización del cáncer de mama, y foros educativos.
El 18 de abril de 2009 se llevó a cabo en Los Ángeles, la vigésima entrega de los premios GLAAD (Gays & Lesbians Alliance Against Defamation: Alianza de gais y lesbianas contra la difamación) la cual le rindió un especial reconocimiento a The L Word, el premio fue presentado por Alan Cumming (quien también actuó en The L Word durante la tercera temporada) y recibido por Ilene Chaiken, quien acto seguido lo dejó en las manos de Jennifer Beals, que abrazó a cada una de las chicas y habló sobre la comunidad de hombres y mujeres homosexuales, bisexuales y transexuales en los medios.
SHOWTIME y el Human Right Campaing han trabajado conjuntamente para las seis temporadas de The L Word en la promoción de las temporadas de la serie. El 8 de marzo, día final de la serie, SHOWTIME y Human Right Campaing se unieron para conmemorar el final en su sexta temporada. Joe Solmonese, Presidenta Comité de Derechos Humanos indicó: "Durante seis temporadas de The L Word ha traído amor y honestidad a la vida LGBT en millones de hogares. Esto es crucial para abrir los corazones y las mentes. Felicito a SHOWTIME y todo el equipo de L Word en sus notables logros”. Los eventos de SHOWTIME y Human Right Campaing regularmente atrajo cerca de 20.000 seguidores en más de 40 eventos en todo Estados Unidos. Human Right Campaing es la organización con más hombres y mujeres homosexuales, bisexuales y transexuales de todo Estados Unidos.